# Persone uccise negli anni di piombo (1973)
Di seguito viene riportata una sintetica cronologia delle vittime provocate in Italia durante gli anni di piombo nel 1973.

## Vittime del 1973
| Data        | Nome comune                       | Località               | Responsabili                                                                        | Vittime | Note |
| ----------- | --------------------------------- | ---------------------- | ----------------------------------------------------------------------------------- | --- | --- |
| 30 gennaio  | Omicidio di Roberto Franceschi    | Milano                 | Forze dell'ordine                                                                   | Roberto Franceschi (manifestante) | Ucciso da un proiettile durante gli scontri del 23 gennaio tra militanti del Movimento Studentesco e forze dell'ordine. |
| 12 aprile   | Giovedì nero di Milano            | Milano                 | Maurizio Murelli e Vittorio Loi (MSI)                                               | Antonio Marino (poliziotto) | Ucciso da una boma a mano che lo colpisce in pieno petto durante gli scontri in via Bellotti. La sera stessa, poco dopo le 23:00, un dirigente del Fronte della Gioventù telefonò al capo dell'ufficio politico della Questura indicando i nomi dei due attentatori. |
| 16 aprile   | Rogo di Primavalle                | Roma                   | Marino Clavo, Manlio Grillo e Achille Lollo (Potere Operaio)                        | Stefano e Virginio Mattei (figli di Mario Mattei, segretario MSI)                                                                       | I tre, latitanti all'estero, hanno evitato il carcere grazie alla prescrizione del reato per mancata esecuzione della pena. |
| 17 maggio   | Strage della Questura di Milano   | Milano                 | Gianfranco Bertoli (anarchico), Carlo Digilio e altri membri ignoti di Ordine Nuovo | Saida Bertolazzi, Gabriella Bortolon, Giuseppe Panzino (civili) e Federico Massarin (agente di P.S.)                                    | Gianfranco Bertoli, condannato all'ergastolo, fu giudicato invischiato in relazioni con l'estrema destra, collaboratore del SIFAR e confidente della polizia. Un secondo processo, contro alcuni estremisti di destra, accertò che a organizzare la strage fu il movimento neofascista Ordine Nuovo, assolvendo tuttavia gli imputati Carlo Maria Maggi e Francesco Neami per insufficienza di prove. Gli ufficiali Amos Spiazzi e Gianadelio Maletti, accusati rispettivamente di concorso in strage, e omissione di atti d'ufficio, soppressione e sottrazione di atti e documenti riguardanti la sicurezza dello Stato, dopo un'iniziale condanna furono assolti in Cassazione. |
| 8 luglio    | Omicidio di Adriano Salvini       | Faenza                 | Daniele Ortelli (militante di estrema destra)                                       | Adriano Salvini (civile) | Ucciso in seguito ad una rissa. |
| 31 luglio   | Omicidio di Giuseppe Santostefano | Reggio Calabria        | Militanti di estrema sinistra                                                       | Giuseppe Santostefano (CISNAL) | Ucciso nel corso di una manifestazione contro il carovita. |
| 17 dicembre | Strage di Fiumicino               | Aeroporto di Fiumicino | Commando di Settembre Nero                                                          | 34 persone, tra cui: ing. Raffaele Narciso, Giuliano De Angelis, Emma Zanghi, Monica De Angelis, Antonio Zara (GdF), Domenico Ippoliti. | Attentato terroristico palestinese che causò 34 morti e 15 feriti. |